# Laputa: Lâu đài trên không
Laputa: Lâu đài trên không (Nhật: 天空の城ラピュタ, てんくうのしろラピュタ, Tenkuu no Shiro Laputa) là một bộ phim năm 1986, biên kịch và đạo diễn bởi Hayao Miyazaki. Đây là bộ phim đầu tiên mà Studio Ghibli sản xuất và phát hành, dù có một vài ý kiến cho rằng đây là bộ phim thứ hai kể từ khi Kaze no Tani no Nausicaä được hai sáng lập viên tạo ra hai năm trước. Tenkuu no Shiro Laputa đã đoạt giải Animage Anime Grand Prix năm 1986. Cái tên Laputa được đặt theo tên của hòn đảo bay Laputa trong tiểu thuyết Những chuyến du hành của Gulliver của tác giả Jonathan Swift.

## Cốt truyện
Theo truyền thuyết, loài người bị bầu trời cuốn hút, bởi vậy họ gia tăng việc tạo ra những phương thức phức tạp để nâng những chiếc máy bay khỏi mặt đất. Điều đó thậm chí đã tạo ra những thành phố và những pháo đài bay. Thời gian trôi qua, những thành phố đó đã rơi trở lại mặt đất, buộc những người sống sót phải sống trên mặt đất như trước kia. Chỉ có thành phố Laputa được cho là vẫn còn lơ lửng trên bầu trời, ẩn giấu giữa những xoáy mây của một cơn bão khổng lồ. Trong khi hầu hết mọi người đều cho đó chỉ là tưởng tượng, một vài người tin rằng truyền thuyết đó là có thật và đã cố gắng tìm kiếm thành phố cổ đó.
Trên một khinh khí cầu, Sheeta, một cô bé, đang được hộ tống đến một địa điểm không xác định bởi những mật vụ có vẻ ngoài độc ác dưới trướng đại tá Muska. Con tàu bị một nhóm không tặc tấn công, trong sự hỗn loạn, Sheeta lấy một sợi dây chuyền nhỏ từ Muska và chạy trốn. Đám không tặc, dẫn đầu bởi Dola, một bà già nhưng hoạt bát và mạnh mẽ, cố gắng bắt cô và sợi dây chuyền, nhưng Sheeta bất ngờ bị rơi khỏi tàu. Khi cô bé bị rơi, sợi dây chuyền tỏa ra một ánh sáng xanh và cô bé rơi nhẹ nhàng xuống mặt đất. Pazu, một cậu bé thợ mỏ, ngạc nhiên chứng kiến và đỡ được Sheeta. Cậu đưa cô bé về nhà cậu, nơi cô bé thấy một bức tranh về Laputa. Pazu giải thích đó là bức ảnh của người cha đã mất, một phi công và một nhà thám hiểm, chụp bức ảnh này, nhưng không được mọi người tin tưởng. Mặc dù vây, Pazu tin rằng thành phố đó tồn tại, và mong một ngày nào đó sẽ tự mình tìm thấy nó.
Băng cướp của Dola đến nhà Pazu, đuổi theo bọn trẻ đang chạy trốn trên đường tàu. Họ đã bị chặn lại bởi một con tàu bọc thép, những mật vụ và quân đội chính phủ từ bên trong cố gắng bắt Sheeta. Khi hai bên đuổi bắt đang đánh nhau dữ dội, bọn trẻ đã bị rơi khỏi đường ray đang đổ sập, nhưng được cứu khi dây chuyền của Sheeta một lần nữa tỏa sáng, giúp chúng rơi nhẹ nhàng xuống một khu mỏ bị bỏ hoang.
Ở đó, bọn trẻ gặp bác Pom, một thợ mỏ già. Bác nói cho chúng biết về "volucite" ("aetherium" trong bản tiếng Anh của Disney), viên pha lê đã cung cấp cho Laputa sức mạnh. Ông tiết lộ rằng viên pha lê trên dây chuyền của Sheeta là một trong những viên pha lê lớn và tinh khiết nhất trong những viên pha lê còn tồn tại, và khuyên Sheeta nhớ rằng sức mạnh của những viên pha lê thuộc về Trái Đất, cô đừng bao giờ sử dụng nó để làm điều xấu.
Khi trở lại mặt đất, Sheeta nói với Pazu rằng cô được thừa hưởng một cái tên cổ: Lusheeta Toel Ul Laputa (theo tiếng Laputa nghĩa là "Sheeta, vị vua đích thực của Laputa").
Bất chợt những mật vụ chính phủ đột ngột xuất hiện và bắt giữ cả hai. Cả hai được đưa tới một pháo đài và bị giam riêng biệt.
Vị tướng quân chỉ huy pháo đài tranh luận với Muska, kẻ tài trợ cho cuộc tìm kiếm Laputa của chính phủ, và đồng ý rằng Sheeta và viên pha lê là những chìa khóa cho cuộc tìm kiếm. Muska tiết lộ cho Sheeta những điều hắn biết về tên thật của cô bé, chỉ cho cô bé xem một con robot khổng lồ được cho là được tạo ra ở Laputa, và nói với cô bé rằng nếu cô không chịu hợp tác với hắn trong cuộc tìm kiếm Laputa và tiết lộ những bí mật của viên pha lê, mà hắn tin tưởng rằng có thể được sử dụng để xác định vị trí của Laputa, hắn sẽ hại Pazu. Sheeta tìm cách để bảo vệ bạn mình, đã nói với Pazu rằng cô đã đồng ý hợp tác với Muska và quân đội trong cuộc tìm kiếm Laputa và bảo cậu hãy quên cô và Laputa. Sửng sốt vì sự từ chối rõ ràng ấy, Pazu trở về làng, chỉ để tìm băng cướp của gia đình Dola đang chiếm giữ ngôi nhà cậu. Pazu nói với Dola những gì cậu vừa trải qua, qua đó băng cướp biết được rằng Sheeta, Muska và tướng quân sẽ rời khỏi pháo đài để tìm kiếm Laputa trên Goliath, chiếc khí cầu quân đội khổng lồ. Pazu xin Dola đưa cậu đi cùng.
Trong tháp pháo đài, Sheeta lơ đãng nhắc lại câu thần chú mà bà cô truyền lại, khiến viên pha lê chiếu một tia sáng xanh kì lạ dẫn đường đến Laputa. Câu thần chú cũng khiến cho con robot hoạt động trở lại, nó tàn phá cả pháo đài, khiến pháo đài rực cháy. Con robot giải cứu Sheeta, bày tỏ lòng trung thành trước khi bị khinh khí cầu Goliath tiêu diệt. Trong khi đó, Dola và Pazu xuất hiện và giải cứu Sheeta khỏi tòa tháp đang bốc cháy.
Bọn trẻ và đội cướp của Dola đuổi theo Goliath trên tàu cướp biển Tiger Moth, mục đích tìm ra Laputa trước Goliath. Đêm đó, Sheeta và Pazu đứng quan sát trên tổ quạ, chúng nói về cuộc sống của từng người, từ khi Sheeta học những câu thần chú và nhắc đến một câu thần chú, câu Thần chú hủy diệt, một quyền năng mà Sheeta chưa bao giờ sử dụng. Dola, vẫn còn thức trên giường, nghe lỏm được cuộc trò chuyện thông qua hệ thống liên lạc.
Trong khi đang trò chuyện, Pazu thấy Goliath hiện ra từ những đám mây. Khí cầu tấn công, nhưng Tiger Moth trốn thoát mà không bị tổn hại. Tiger Moth đi vào một cơn bão, và Dola bảo bọn trẻ hãy quan sát phía trên những đám mây bằng cách biến tổ quạ thành một chiếc tàu lượn. Ngay sau đó một khối mây trở nên rõ ràng. Pazu nhận ra nó thông qua những mô tả của cha về nơi ẩn náu của Laputa. Trong khi đang cố gắng tìm đường vào, Goliath tấn công trở lại và chiếc tàu lượn của Sheeta và Pazu bị thổi bay khỏi tàu cướp biển. Bọn trẻ hạ cánh ở Laputa, chỉ thấy một thành phố không người, chỉ có một con robot giữa đống đổ nát, đang chăm sóc cho mảnh đất. Con robot này là "bạn" của những con thú nhỏ. Trên mảnh đất là một cái cây khổng lồ, với những chiếc rễ tỏa khắp nền của Laputa.
Tàu Goliath đến Laputa, những tên lính cướp bóc nhiều của cải của thành phố. Tiger Moth đã bị hỏng nặng, còn Dola và những tên cướp thì bị bắt. Trong khi Pazu cố gắng cứu Dola, Sheeta chứng kiến Muska đang định vị một lối đi ẩn tới một quảng trường lớn bao quanh trung tâm thành phố; sau đó cô cũng bị bắt và đưa vào trong. Pazu giải thoát cho những tên cướp và sau nhiều khó khăn, cậu tìm thấy một lối đi khác vào quảng trường.
Muska đưa Sheeta vào tâm của Laputa, một căn phòng lưu giữ một viên pha lê Volucite/Aetherium khổng lồ, có vai trò như nguồn năng lượng của thành phố, và phát hiện ra hắn cũng là một người thừa kế ngai vàng của Laputa. Hắn nắm quyền điều khiển Laputa, công nghệ của Laputa và chứng tỏ sức mạnh của thành phố. Sau đó hắn kích hoạt hàng trăm robot để quét sạch quân đội và Goliath trong khi Dola và những tên cướp trốn những con robot bên trong phần còn lại của Tiger Moth. Sheeta tự giải thoát, lấy lại viên pha lê và chạy qua khu trung tâm khi Muska đuổi sát theo. Cuối cùng, cô tìm thấy Pazu và đưa viên pha lê cho cậu.
Musska dồn Sheeta vào góc phòng ngai vàng. Hắn khua khẩu súng trước cô, bắn rơi bím tóc cô và dọa sẽ bắn vào tai. Pazu vào phòng, cầm một khẩu súng lớn và đề nghị được trò chuyện một lát với Sheeta, và Muska đồng ý. Hai đứa trẻ cùng quyết định sử dụng câu thần chú huỷ diệt; chỉ với một từ, chiếc vòng cổ giải phóng một đợt sóng với năng lượng khổng lồ, khiến khu trung tâm thành phố sụp đổ. Muska bị lóa mắt bởi ánh sáng, mất kiểm soát và sau đó rơi xuống; Sheeta và Pazu bị ném mạnh vào một đám rễ của cái cây khổng lồ, sau đó chúng tìm thấy con đường quay trở lại chiếc tàu lượn và rời khỏi Laputa.
Băng cướp Dola cũng sống sót khỏi sự hủy diệt của Laputa trên những chiếc máy bay cánh bướm, và vui mừng khôn xiết khi gặp lại Sheeta và Pazu ở giữa không trung. Băng cướp và bọn trẻ đã có một cuộc chia tay vui vẻ. Trong khi đó, phần còn lại của Laputa, được giữ lại bởi cái cây, tiếp tục bay lên, cho đến khi chúng bay vào một quỹ đạo phía trên cao Trái Đất.

## Diễn viên
| Nhân vật                                   | Bản tiếng Nhật    | Bản tiếng Anh   | Bản Disney         |
| ------------------------------------------ | ----------------- | --------------- | ------------------ |
| Pazu                                       | Mayumi Tanaka     | Bertha Greene   | James Van Der Beek |
| Sheeta (Công chúa Lusheeta Toel Ul Laputa) | Keiko Yokozawa    | Louise Chambell | Anna Paquin        |
| Dola                                       | Kotoe Hatsui      | Rachel Vanowen  | Cloris Leachman    |
| Muska (Romska Palo Ul Laputa)              | Minori Terada     | Jack Witte      | Mark Hamill        |
| Bác Pom                                    | Fujio Tokita      | Fujio Tokita    | Richard Dysart     |
| Tướng quân Mouro                           | Ichiro Nagai      | Mark Richards   | Jim Cummings       |
| Oyakata                                    | Hiroshi Ito       |                 |                    |
| Ông chủ                                    |                   | Charles Wilson  | John Hostetter     |
| Shalulu / Charles                          | Takumi Kamiyama   | Bob Stuart      | Michael McShane    |
| Lui / Louis                                | Yoshito Yasuhara  | Daniel Morris   | Mandy Patinkin     |
| Anli / Henri                               | Sukekiyo Kameyama | Ernest Fessler  | Andy Dick          |
| Okami                                      | Machiko Washio    |                 |                    |
| Kĩ sư già                                  | Ryuji Saikachi    |                 |                    |
| Madge                                      | Tarako            |                 |                    |

- Giọng phụ bản tiếng Nhật gồm có Eken Mine, Megumi Hayashibara, Tomomichi Nishimura, Hōchū Ōtsuka, Toshihiko Seki, Masashi Sugawara, và Reiko Suzuki.
- Giọng phụ bản tiếng Anh gốc gồm có Daniel Foster.
- Giọng phụ bản Disney gồm có Corey Burton, John DeMita, Debi Derryberry, Eddie Frierson, Susan Hickman, Tress MacNeille, Scott Menville, Matt K. Miller, Andy Philpot, và Michael Sorich.

## Bối cảnh
Bối cảnh thế giới trong câu chuyện dĩ nhiên là Trái Đất, nhưng dường như với một lịch sử giả tưởng. Không có địa danh nào trùng với địa danh trong đời thực. Những chiếc khinh khí cầu dường như sử dụng khí gas, nhưng khác biệt so với khí cầu thật. Máy bay cánh chim "flaptor" và máy bay quân đội không giống với máy bay thực. Phim lấy bối cảnh một khoảng thời gian giữa 1868 và 1900, nhưng bức hình chụp Laputa mà bố Pazu chụp trong nhà Pazu, lại ghi ngày "1868.7".

### Lịch sử
Lịch sử của thế giới giả tưởng này được gợi ý trong nhiều phần của bộ phim: Thời xưa, Laputa đã từng thống trị thế giới, có lẽ là những thành phố trên không khác (gợi ra bởi một mảnh tranh khắc gỗ ở đoạn giới thiệu ban đầu), và có một cánh quạt lớn phía dưới và những cánh quạt khác ở bên. Đất đai có lẽ đã gắn chặt với Laputa từ thời cổ, có thể vào một quãng thời gian khác với khi những cánh quạt được gắn vào. Laputa, bị lãng quên 700 năm trước khi có bộ phim, nắm được cách sản xuất và khai thác "sky-crystal", giống như một nghệ thuật bị bỏ quên ở đầu bộ phim. Hoàng gia và các thần dân đã bỏ hoang thành phố, bỏ lại đằng sau hệ thống công nghệ cao đã hoàn chỉnh trong một căn phòng hoặc một nhà kính. 
Ở đó trồng một cái cây, nó vẫn tiếp tục cắm sâu những chiếc rễ vào thành phố và trải rộng những nhánh ra phía ngoài nóc thành phố, cùng với một vài dãy nhà với nhiều phong cách kiến trúc khác nhau. Sự từ bỏ của Laputa, theo Sheeta và/hoặc bác Pom, có thể do một sự bất hòa của những người dân Laputa với Trái Đất, quên mất rẳng họ có mối liên hệ mật thiết với Trái Đất và dựa vào công nghệ để giải quyết các vấn đề.
Phần giới thiệu đầu theo phong cách tranh khắc gỗ cho thấy một cối xay gió và một cái lò ở phía sau, đặt trên một ngọn đồi, với một người đàn ông đang trông nom nó. Sau đó, chiếc cối xay gió trở nên khổng lồ, là một phần của một nhà máy/cỗ máy sử dụng sức gió, với những cố máy đào sâu vào Trái Đất. Một khinh khí cầu xuất hiện, cùng với máy bay và trực thăng bay cùng nhau trên một nền trời đầy mây. Một tàu - trực thăng khổng lồ đang bay lên bầu trời, và sau đó là một thành phố giống Laputa, với những cánh quạt, xuất hiện. Rồi quang cảnh của những hòn đảo và thành phố nổi xuất hiện. Những tàu - trực thăng kim loại khổng lồ xuất hiện, được đẩy đi bới những cánh quạt phía dưới. Tai họa ập tới: xuất hiện ánh chớp và màu đỏ bao trùm màn hình. Có thể thấy một thành - phố - trên - không, yếu ớt, vỡ vụn làm nền, và mọi người đang rời khỏi một tàu - trực thăng không lồ đổ nát.

### Ảnh hưởng
Laputa được tạo ra bởi Đại tá Muska đằng sau những sự kiện trong Kinh Thánh và truyền thuyết Hindu - vì vậy kết nối thế giới của Laputa với Trái Đất của chúng ta (và với nền văn minh Tây Âu) - như áp dụng kiến trúc của những lâu đài Trung cổ vào những phần của pháo đài trên mặt đất; kiến trúc Gothic và những tòa nhà bán gỗ trong những ngôi làng gần pháo đài; kiến trúc thành phố mỏ của Anh, quần áo, và thậm chí những xe cộ trên mặt đất ở quê nhà của Pazu; và không khí Victoria của con tàu cướp biển.
Những máy bay được mô tả ở đoạn giới thiệu đầu gần với những bản vẽ đầu tiên của Leonardo da Vinci về một chiếc trực thăng gỗ.
Một vài kiến trúc có trong bộ phim lấy cảm hứng từ những thành phố mỏ của xứ Wales. Miyazaki lần đầu thăm xứ Wales vào năm 1984 và tận mắt chứng kiến cuộc tấn công của những người thợ mỏ. Ông trở về nước năm 1986 để chuẩn bị cho Laputa, phản ánh lại những trải nghiệm ở Wales của ông: " Tôi ở Wales ngay sau cuộc tấn công. Tôi thực sự ngưỡng mộ cách những người thợ mỏ liên kết tấn công đến cùng cho công việc và nhân dân, và muốn phản ánh lại sức mạnh của những người dân đó trong bộ phim của tôi." Ông trả lời tờ The Guardian, "Tôi ngưỡng mộ họ, tôi ngưỡng mộ cách mà họ chiến đấu để cứu cuộc sống của họ, giống như những người thợ mỏ than ở Nhật Bản đã làm. Nhiều người trong thế hệ của tôi coi những người thợ mỏ như một biểu tượng; dòng máu quyết từ của những chiến binh. Giờ họ đã ra đi.
"

## Phát hành và sự đón nhận
Cuối những năm 1980, một bản tiếng Anh của Laputa đã được giới thiệu vắn tắt tại Mỹ bởi Streamline Pictures. Bản lồng tiếng này, được dùng để chiếu trên những chuyến bay quốc tế đến Nhật Bản, không được sản xuất bởi hãng Streamline. Theo Fred Patten của Streamline, "Streamline Pictures đã được phân phối một bản in lồng tiếng Anh của Laputa từ 24 tháng ba, 1989 cho năm sau, những Streamline chưa bao giờ lồng tiếng nó. Streamline đã đăng ký Laputa từ Tokuma Shoten vào cuối 1988 hoặc đầu 1989, và đã được gửi một bản in từ Nhật Bản đã được lồng tiếng Anh để sử dụng trong những chuyến bay của hãng Hàng không Nhật Bản. "Chúng tôi không biết ai đã lồng tiếng nó." Theo tin đã đưa, Carl macek đã không hài lòng với bản lồng tiếng sớm, chỉ sẵn sàng trên R2 DVD của Nhật Bản.
Bản lồng tiếng Anh của Disney được ghi âm vào năm 1988 và lên kế hoạch phát hành dạng video vào năm 1999, nhưng thay vào đó, Disney thậm chí đã quyết định phát hành nó tại rạp chiếu phim.
Sau thất bại về doanh thu của Công chúa Mononoke, ngày phát hành của Laputa cũng bị dời lại; trong dịp trình chiếu phần lồng tiếng hoàn chỉnh tại những festival cho trẻ em được lựa chọn. Cuối cùng bộ phim được phát hành trên DVD và video tại Mỹ vào 15 tháng tư, 2003, cùng với Kiki cô phù thủy nhỏ và Spirited Away. Cũng như Mononok và Kiki, ý kiến phê bình lẫn lộn về phần lồng tiếng mới, nhưng Cloris Leachman và Mark Hamill lồng tiếng cho Dola và Muska nhận được sự khen ngợi. Laputa là DVD bán chạy thứ hai của Studio Ghibli phân phối bởi Disney trong năm đó (sau Spirited Away và trước Kiki cô phù thủy nhỏ).
Bộ phim hiện được đánh giá 92% "Fresh" tại Rotten Tomatoes.

## Những khác biệt giữa các phiên bản
Mặc dù cốt truyện và kịch bản không bị thay đổi, bản Tenkuu no Shiro Laputa tiếng Anh của Disney chứa đựng một vài sự thay đổi. 
- Một lượng đáng kể những đoạn trò chuyện và nhận xét nền đã được thêm vào (thậm chí còn nhiều hơn trong bản lồng tiếng Disney của Kiki cô phù thủy nhỏ), làm đầy những khoảnh khắc yên lặng và tăng hiệu ứng điên cuồng ở những cảnh nhất định.
- Nhà soạn nhạc Joe Hisaishi được ủy quyền để làm lại và mở rộng phần nhạc phim gốc dài 37 phút thành 90 phút cho dàn nhạc giao hưởng trong một nỗ lực để làm bộ phim đến gần hơn với thính giả Mỹ, những người quen với phần nhạc đệm thực chất hơn.
- Thành phần C
- Pazu và Sheeta, lồng tiếng bởi James Van Der Beek và Anna Paquin, được làm giọng già hơn vài tuổi, vào quãng giữa tuổi thiếu niên, thay vì đầu tuổi thiếu niên.
- Một vài sự sửa đổi với những đoạn đối thoại với/về Sheeta bởi những thành viên trong băng cướp Dola, bao gồm một lời tuyên bố tình yêu của một thành viên trong băng cướp. Trong bản gốc tiếng Nhật, cuộc đối thoại cho thấy bọn cướp coi Sheeta như mẹ, thay vì một sự quan tâm lãng mạn.
- Những sự liên quan tới Đảo giấu vàng của Robert Louis Stevenson bị gỡ bỏ, thay vào đó là sự liên quan tới Những chuyến du hành của Gulliver của Jonathan Swift.

Mặc dù tất cả những sự thay đổi này được sự cho phép của Studio Ghibli và Miyazaki, vẫn có một lượng nhà phê bình và người hâm mộ đã gọi để hỏi họ. Đặc biệt, một vài người hâm mộ chỉ ra rằng nhạc phim mới được đạt vào những cảnh mà trước đó sử dụng sự yên lặng tự nhiên của bộ phim, như cuộc tấn công khí cầu mở đầu phim hay khi Pazu và Sheeta vượt qua đám mây bão. Bản thân Miyazaki cũng đồng ý với phần làm lại của Hisaishi; lời khen của ông được hưởng ứng bởi một vài nhà phê bình.

## Giải thưởng
- Giải Ofuji; Mainichi Movie
- Hạng nhất; Pia Ten (Phim hay nhất của năm)
- Hạng nhất; Phim Nhật Bản; City Road
- Hạng nhất; Phim Nhật Bản; Eiga Geijyutsu (Phim nghệ thuật)
- Hạng nhất; 10 phim hay nhất Nhật Bản; Osaka film festival
- Hạng tám; Phim Nhật Bản; Kinema Junpo Best 10
- Hạng hai; Bình chọn bạn đọc; Kinema Junpo Best 10
- Anime hay nhất; Anime Grand Prix lần thứ 9
- Đề cử đặc biệt; Ủy ban trung tâm về phúc lợi trẻ em
- Giải thưởng đặc biệt (cho Miyazaki và Takahata); Revival of Japanese Movies
- Giải thiết kế xuất sắc nhất; Anime